# Жан Ейєг Ндонг
Жан Ейєг Ндонг (фр. Jean Eyeghe Ndong; нар. 12 лютого 1946) — габонський політичний діяч, прем'єр-міністр країни з 2006 до 2009 року. Є членом Габонської демократичної партії.
Одружений, має шістьох дітей.